# Patti Scialfa
Patti Scialfa (Long Branch, New Jersey, 29 juli 1953) is een Amerikaanse singer-songwriter. Ze is sinds 1984 lid van de E Street Band. In de band zingt ze en speelt ze akoestische gitaar en percussie. Ze heeft daarnaast drie soloalbums uitgebracht: in 1993, 2004 en 2007.
In 2014 werd Scialfa opgenomen in the Rock and Roll Hall of Fame, als lid van de E Street Band. 

## Jeugd
Scialfa groeide op in Deal, New Jersey. Ze was het middelste kind van Joseph Scialfa en Patricia (geboren Morris) Scialfa. Haar vader heeft Siciliaanse voorouders en haar moeder komt uit Belfast, Noord-Ierland. Haar vader was een succesvolle lokale ondernemer, die een televisiewinkel begon en vastgoedontwikkelaar werd.
Scialfa behaalde haar diploma aan Asbury Park High School in 1971.
Van jongs af aan schreef ze haar eigen nummers. Na de middelbare school werkte ze als achtergrondzangeres voor verscheidene lokale bands, waaronder die van haar broer Michael.

### Universiteit van Miami en New York University
Ze studeerde aan de Frost School of Music, het jazzconservatorium van de University of Miami en stapte later over naar de New York University, waar ze haar  bachelordiploma in muziek behaalde.
In 1994 vertelde ze Lear's Magazine dat ze weinig talent had voor iets anders dan muziek en dat ze naar de universiteit ging om haar ambities als artiest te verwezenlijken en tegelijkertijd aan de verwachtingen van haar ouders te voldoen.

## Carrière
Al in haar tijd als studente schreef ze muziek voor anderen, maar er werden geen liedjes van haar opgenomen. Na haar afstuderen werkte ze als straatmuzikant en serveerster in Greenwich Village. Samen met Soozie Tyrell en Lisa Lowell vormde ze een straatgroep onder de naam "Trickster". Jarenlang worstelde ze om haar weg te vinden in de songwriting- en opname-industrie in New York City en New Jersey voordat ze speelde in "Folk City" en "Kenny's Castaways" in Greenwich Village en "The Stone Pony" in Asbury Park, New Jersey. Scialfa speelde tijdelijk in de huisband "Cats on a Smooth Surface" van The Stone Pony. Deze optredens trokken aandacht en leverden haar uiteindelijk opnamewerk met Southside Johnny en David Johansen. In die tijd ontmoette ze de jongens van de E Street Band, die ook in de Stone Pony optraden, en vanaf 1972 de begeleidingsband waren van Bruce Springsteen.
In 1984 tourde ze voor het eerst als lid van de E Street Band tijdens de tournee Born in the USA, eerst als zangeres, later ook op gitaar. 
In 1986 werkte zij mee op het album Dirty Work van The Rolling Stones, en drukte ze haar stempel op 'One Hit (To the Body)' en andere nummers. Ze werkte samen met Keith Richards aan zijn eerste soloalbum Talk is Cheap. Steve Jordan, die de plaat van Richards co-produceerde en later Charlie Watts zou vervangen, was een vriend van Scialfa uit haar tijd in Greenwich Village.
Scialfa werkte met haar oude vriendinnen Soozie Tyrell en Lisa Lowell mee op Buster Poindexter (pseudoniem van David Johansen)-album uit 1987, met een socanummer van de calypsomuzikant Arrow, ("Hot Hot Hot"). Lowell en Tyrell hebben nadien aan verschillende opnamesessies van Springsteen-Scialfa meegewerkt en Tyrell (op viool) toerde met Springsteen en de E Street Band.
Scialfa heeft drie soloalbums opgenomen, Rumble Doll uit 1993, 23rd Street Lullaby uit 2004 en Play It As It Lays uit 2007. Haar eerste twee albums kregen viersterrenrecensies van Rolling Stone, het derde drieënhalve ster. Haar platen zijn een mix van confessionele songwriting, een groot vocaal bereik en traditionele country-, folk- en rockmuziek. Springsteen en andere bandleden van E Street, zoals Nils Lofgren en Roy Bittan, hebben bijgedragen aan haar albums.
In 2009 en opnieuw in 2011 verklaarde Scialfa dat ze de meeste nummers voor een vierde album al had geschreven, maar nog tijd probeerde te vinden om het op te nemen.

## Privéleven
In 1985 had ze een kortstondige relatie met Tom Cruise.
In 1988 gingen Springsteen en zijn eerste vrouw, actrice Julianne Phillips, uit elkaar. In hetzelfde jaar startten Scialfa en Springsteen een relatie en gingen zij samenwonen.
In 1990 werd hun eerste zoon geboren, en een jaar later traden Scialfa en Springsteen in het huwelijk. Hun tweede kind, dochter Jessica Rae Springsteen, werd geboren in 1991 en hun derde kind, opnieuw een zoon, volgde drie jaar later.
Begin jaren negentig verhuisde het gezin terug naar New Jersey. Momenteel woont het gezin in Colts Neck, New Jersey.

## Discografie
- 1993 - Rumble Doll
- 2004 - 23rd Street Lullaby
- 2007 - Play It As It Lays

## Overig
Jersey Girl is een nummer, dat vaak door Springsteen live als toegift gezongen werd, heeft geen betrekking op Scialfa, Tom Waits schreef het voor Kathleen Brennan, zijn toen toekomstige vrouw, die ook in New Jersey woonde en net als Scialfa Ierse voorouders had. Magazine People kopte op de voorpagina wel "Patti Scialfa", the 35-year-old Jersey Girl.
- Bibsys: 6098124
- Bibliothèque nationale de France: cb142255978 (data)
- Gemeinsame Normdatei: 134835360
- International Standard Name Identifier: 0000 0001 0965 3217
- Library of Congress Control Number: n94003978
- MusicBrainz: f09aa40c-b613-4ea2-a8cf-6056c2657a9a
- Nationale Bibliotheek van Tsjechië: xx0132011
- Nederlandse Thesaurus van Auteursnamen: 109560183
- Virtual International Authority File: 39588392
- WorldCat: E39PBJwHfhFGxcccKT7JTY7T73

E Street Band: Bruce Springsteen · Roy Bittan · Nils Lofgren · Patti Scialfa · Garry Tallent · Steven Van Zandt · Max Weinberg
Jake Clemons · Charles Giordano · Soozie Tyrell
Voormalige leden: Ernest Carter · Clarence Clemons · Danny Federici · Vini Lopez · David Sancious
Voormalige tourmuzikanten:
Everett Bradley · Barry Danielian · Clark Gayton · Curtis King · Suki Lahav · Ed Manion · The Miami Horns · Cindy Mizelle · Michelle Moore · Tom Morello · Curt Ramm · Jay Weinberg